# Buhoci, Bacău
Buhoci este satul de reședință al comunei cu același nume din județul Bacău, Moldova, România.